# Banderillero

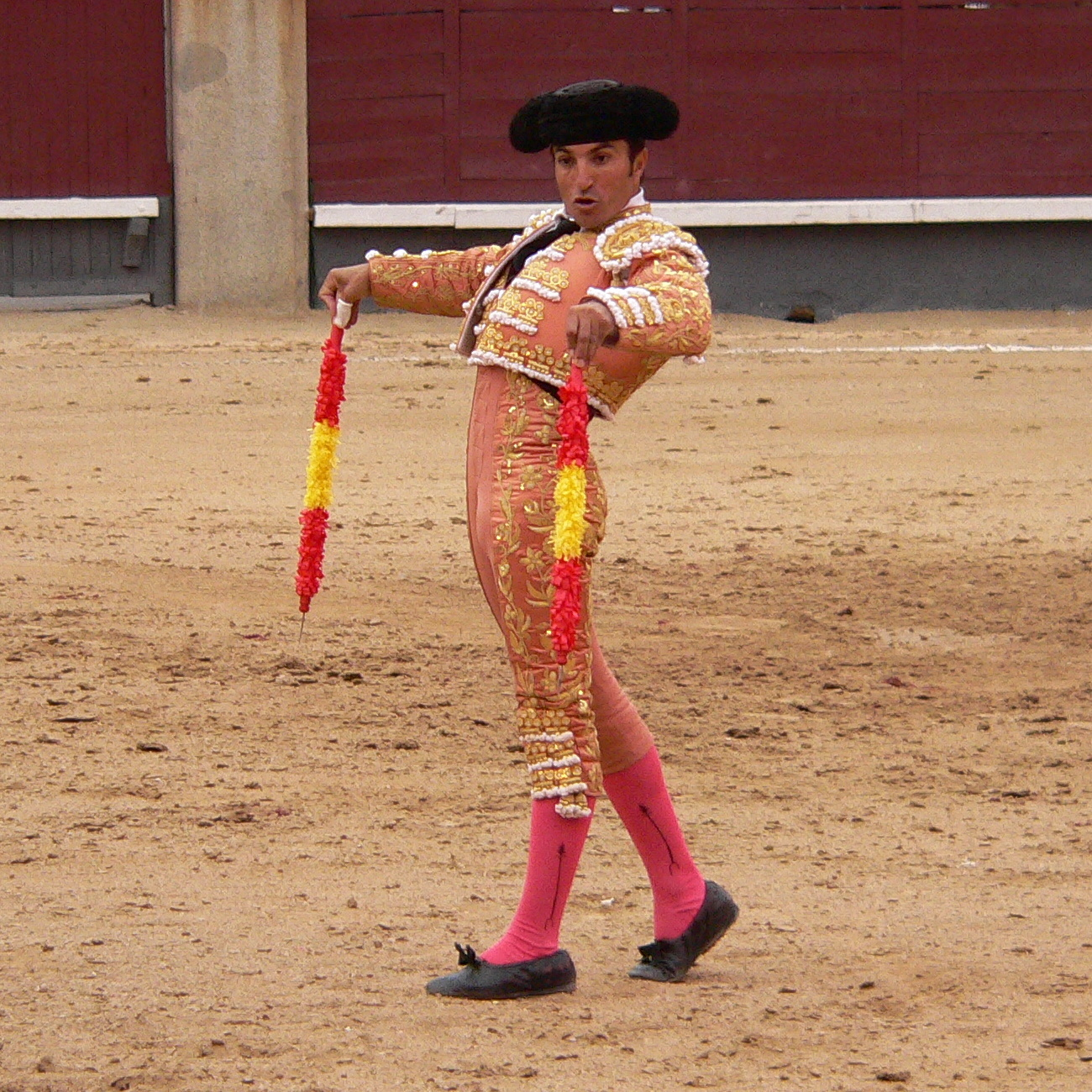
Il torero El Fundi con le banderillas nella plaza de toros de Las Ventas

Il banderillero è il torero protagonista del secondo tercio della corrida e ha il compito di conficcare le banderillas nel collo del toro.
Le banderillas sono delle asticciole ornate di nastri colorati di carta crespa che vengono conficcate dai peones della cuadrilla. I membri della cuadrilla sono solitamente tre e si alternano tra loro per collocare tre paia di banderillas su ogni toro.
Lo scopo del tercio de banderillas è quello di correggere eventuali difetti che il toro ha evidenziato oppure quella di rivitalizzare il toro dopo l'impegnativa prova alla picca. Permette inoltre di vedere il comportamento del toro quando assale la cappa al fine di aiutare il matador nel tercio de muleta.